# Rafael Tegeo
Rafael Tegeo Díaz (n. 27 noiembrie 1798, Caravaca de la Cruz, Regiunea Murcia, Spania – d. 3 octombrie 1856, Madrid, Noua Castilie⁠(d), Spania) a fost un pictor spaniol neoclasic, cunoscut în primul rând pentru portretele sale. Numele lui este uneori scris Tejeo.

## Biografie

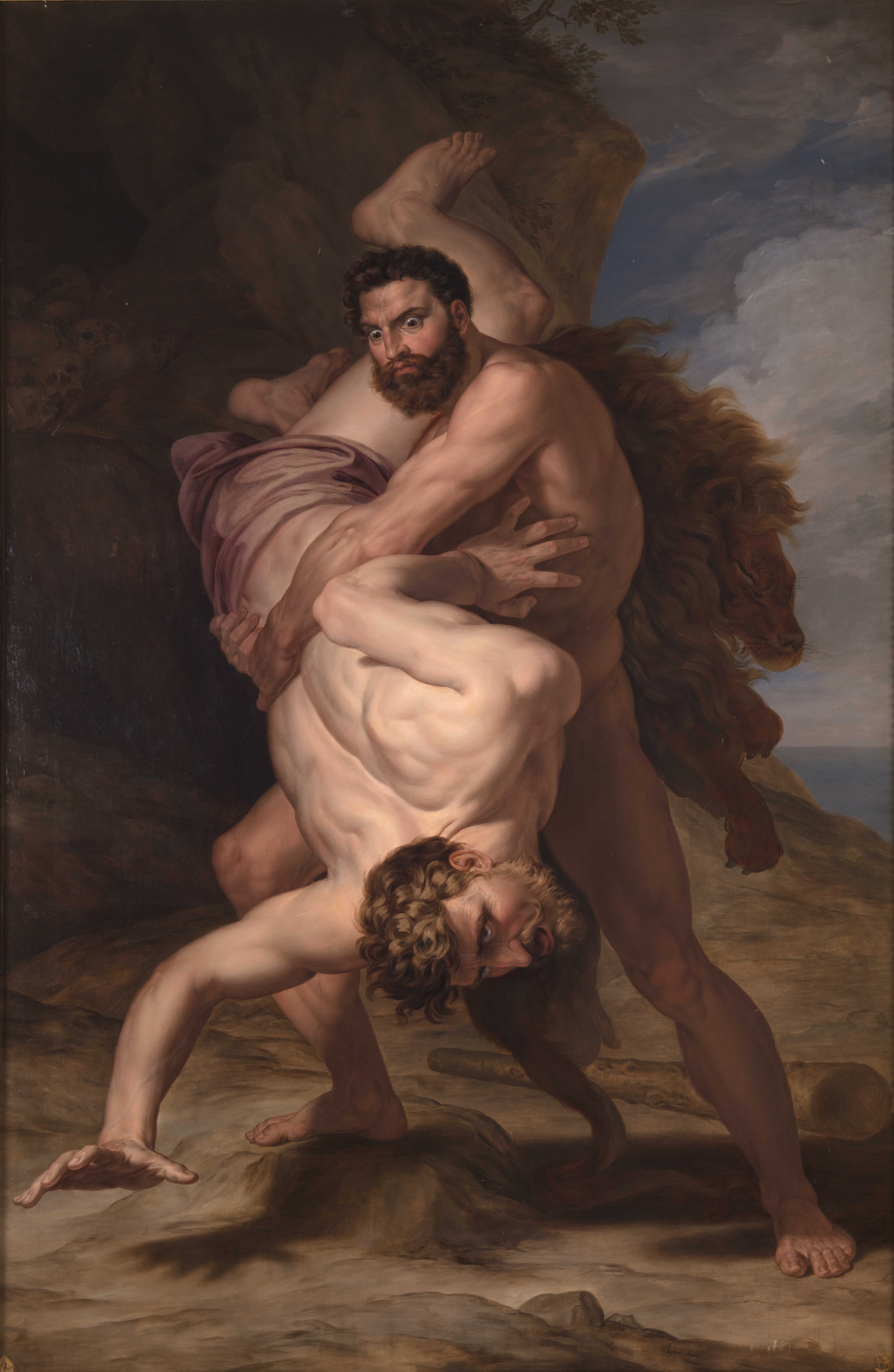
Hercule și Anteu

S-a născut într-o familie de artizani. După ce a manifestat o afinitate timpurie pentru desen, a fost înscris la „Real Sociedad de Amigos del País” din Murcia, unde un sculptor italian pe nume Santiago Baglietto l-a introdus în sculptura greacă. Mai târziu, datorită patronajului Marqués de San Mamés, a putut să urmeze la Real Academia de Bellas Artes de San Fernando, unde a studiat cu José Aparicio și Fernando Brambila⁠(d).
În 1824, a primit o bursă pentru a studia la Roma cu Pietro Benvenuti⁠(d) și Vincenzo Camuccini⁠(d). Pe când se afla acolo, a fost puternic influențat de lucrările lui Rafael și Guido Reni. A trimis acasă numeroase tablouri pentru expoziție și, în 1828, a fost numit „Academician” pentru pictura sa cu Hercule și Anteu.
Inițial, s-a concentrat pe teme din mitologie; realizarea de picturi murale la Palacio Real, Casino de la Reina și Palacio de Vista Alegre. De asemenea, a făcut o scenă istorică ocazională, în special un episod din Asediul Malagăi din Palacio Real.
În cele din urmă, totuși, și-a atins cea mai mare faimă prin portretele sale. Pânzele sale cu Francisc, Duce de Cádiz și Regina Isabel a II -a i-au adus o nominalizare ca pictor de curte. El nu a pictat doar nobilimea, ci și burghezia în curs de dezvoltare. De asemenea, este cunoscut pentru o serie de portrete postume ale amiralilor celebri și ale altor oficiali legați de marina spaniolă, aflate acum la Museo Naval de Madrid.
În 1839, a fost numit director adjunct de pictură la Academia și, trei ani mai târziu, a devenit director onorific, funcție pe care a deținut-o până la demisia sa în 1846. Ultima sa expoziție majoră a fost la Exposition Universelle (1855).
Strada pe care s-a născut a fost redenumită în cinstea sa. În 2015, Ayuntamiento⁠(d) din Caravaca a anunțat viitoarea publicare a unei noi cărți, Rafael Tegeo: Del tema clásico al retrato romántico, de Martín Páez Burruezo (n.1948).

## Portrete (selecție)

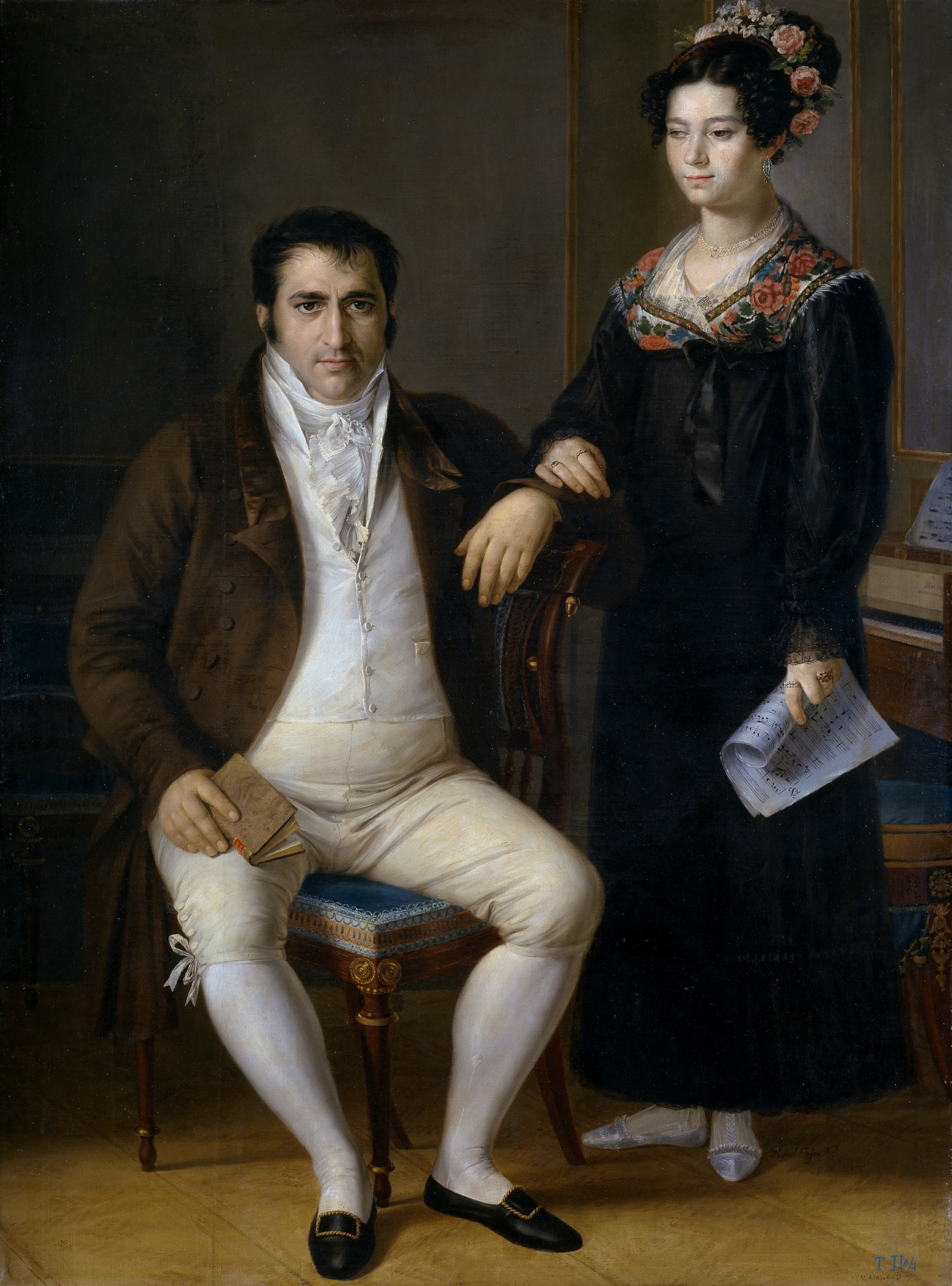
Don Pedro Benítez și Fiica sa María de la Cruz
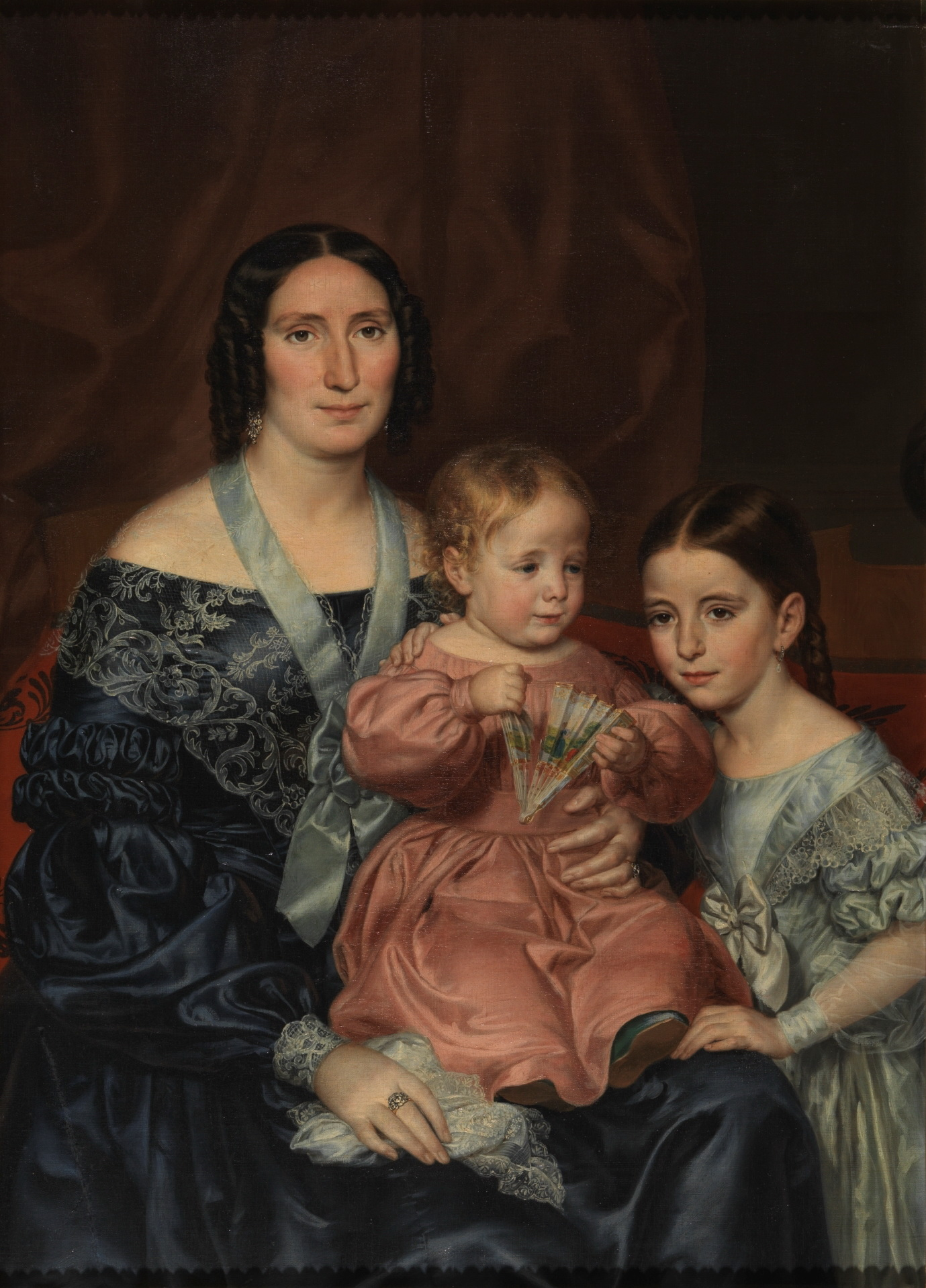
Familia Barrio
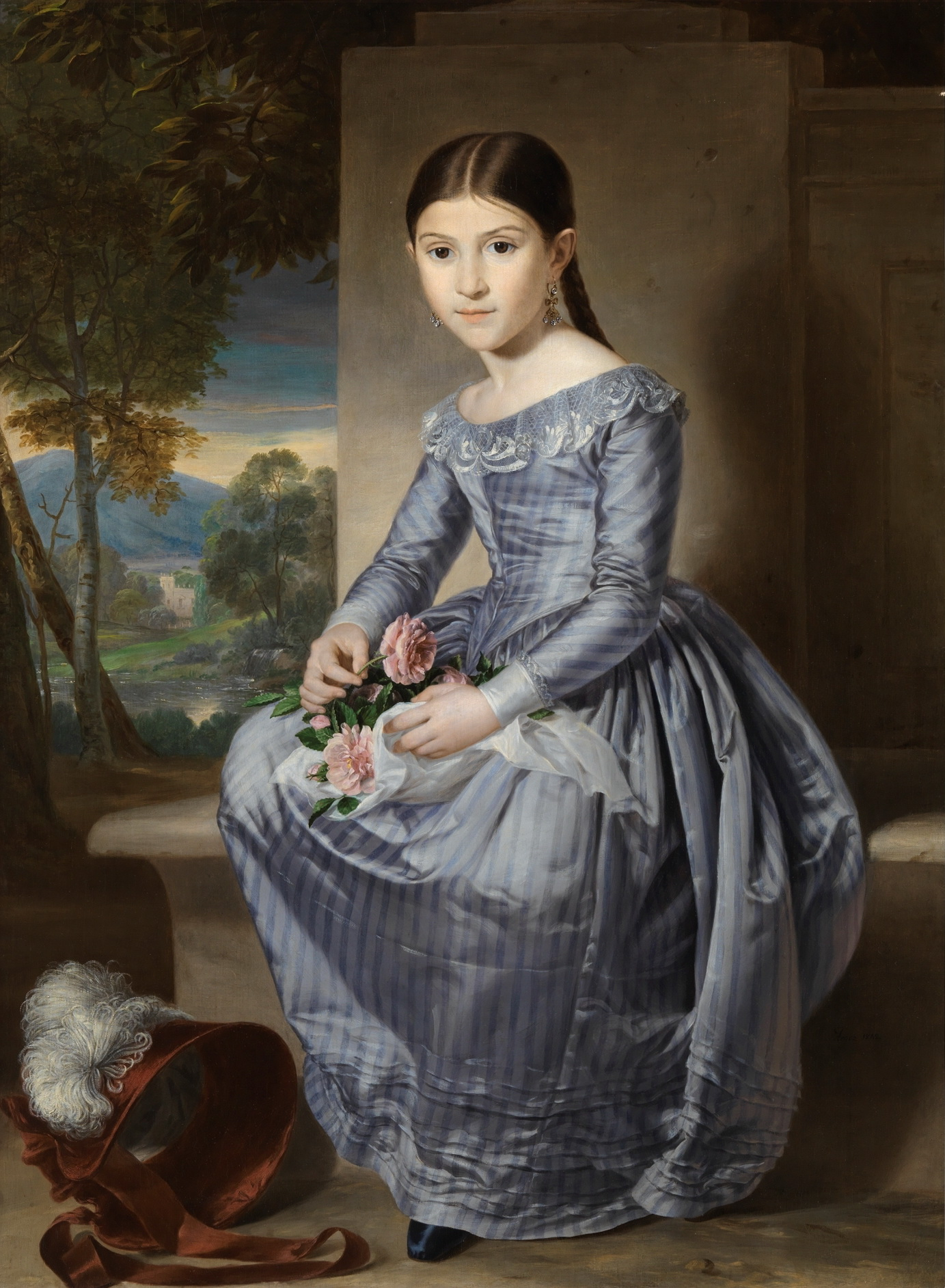
Fată tânără cu peisaj
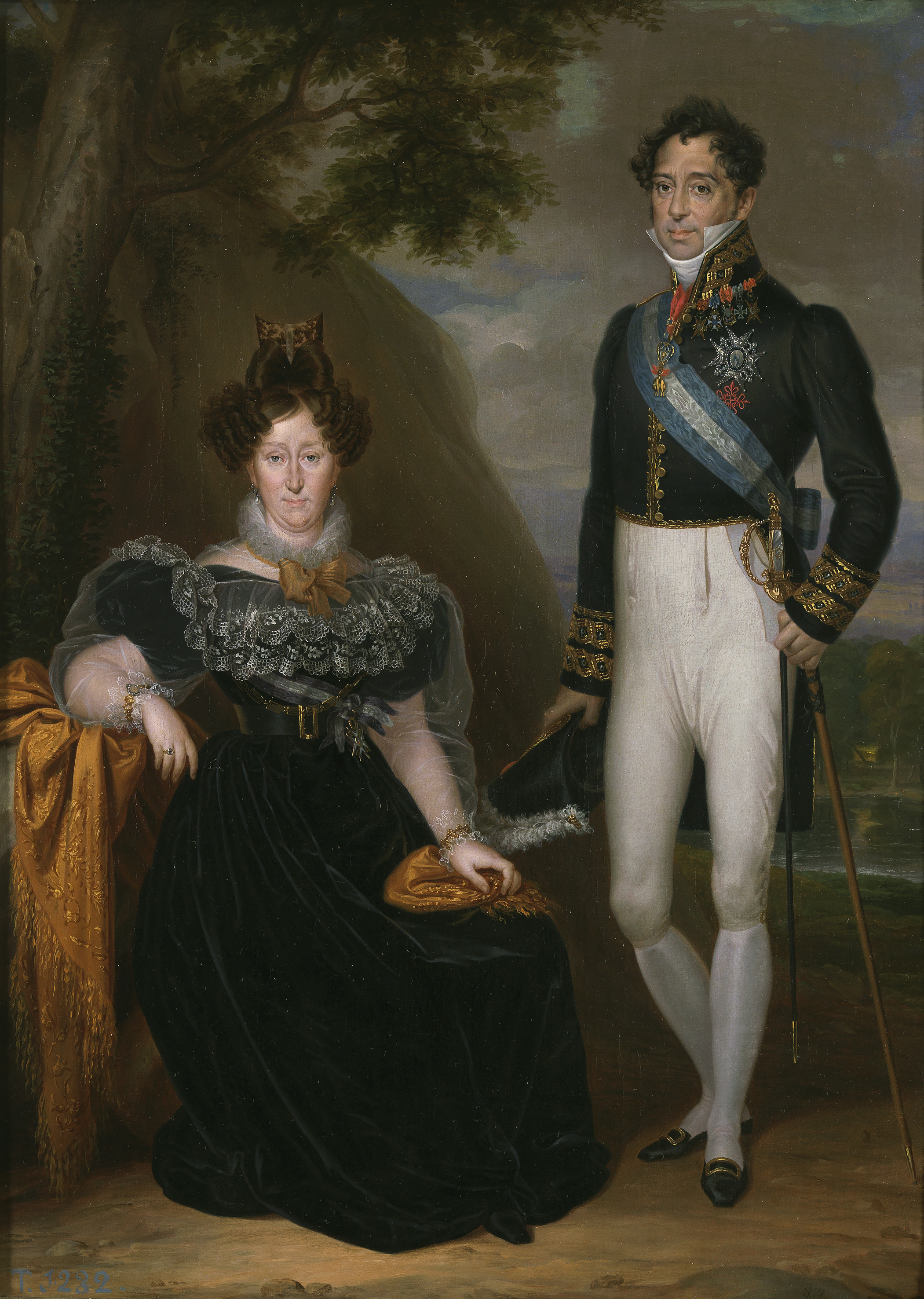
Ducele și ducesa de San Fernando⁠(d)